# センカクサワガニ
センカクサワガニ（尖閣沢蟹、学名：Geothelphusa shokitai）は、エビ目（十脚目）・カニ下目・サワガニ科に分類されるカニの一種。

## 分布
尖閣諸島魚釣島のみに分布する日本固有種。
琉球諸島や台湾などにはサワガニ属の近縁種が多数分布している。

## 特徴
甲幅は最大で約30ミリメートル。甲は、比較的平らで、前側縁は筋状に隆起し縁に顆粒が見られる。歩脚は前節を中心に長い毛が生える。台湾北部に分布するミヤザキサワガニや八重山列島に分布するムラサキサワガニ・カッショクサワガニの近縁種であると考えられているが、ムラサキサワガニやカッショクサワガニとは、甲が比較的平らである点や、前側縁の顆粒が大きい点で容易に区別される。

## 保全状況評価
- 絶滅危惧I類 (CR+EN)（環境省レッドリスト）[4]